# Mănăstirea Negru Vodă
Mănăstirea Negru Vodă este o mănăstire ortodoxă de călugări din Câmpulung Muscel, ctitorită în secolul al XIV-lea de către Radu Negru Vodă și este situată la intrarea dinspre Pitești, pe Strada Negru Vodă, nr.64.
Biserica este înconjurată de ziduri de piatră și are la intrare un turn clopotniță înalt sub aspectul unei fortărețe, servind adesea ca loc de apărare și reprezintă o construcție monumentală specifică arhitecturii secolului al XVII-lea din Muntenia.
Ansamblul Mănăstirii Negru Vodă a fost inclus pe Lista monumentelor istorice din Județul Argeș din anul 2011, având codul de clasificare AG-II-a-A-13547 și este alcătuit din urmatoarele 9 obiective:
- Biserica domnească „Adormirea Maicii Domnului "-  din secolul al XIV-lea, ref. sec. al XVII-lea, având codul AG-II-m-A-13547.01
- Biserica bolniței „Nașterea Sf. Ioan Botezatorul" - din 1718, având codul AG-II-m-A-13547.02
- Casa egumenească - din 1635, având codul AG-II-m-A=13547.03
- Casa domnească/arhierească -  din 1301-1900, având codul AG-II-m-A-13547.04
- Turnul clopotniței - din 1647 având codul AG-II-m-A-13547.05
- Chilii - din secolele XIV-XIX , având codul AG-II-m-A-13547.06
- Fântână - de la începutul secolului XX, având codul AG-II-m-A-13547.07
- Zidul de incintă al bisericii - din secolele XIV-XIX, având codul AG-II-m-A-13547.08
- Zidul de incintă al mănăstirii - din anul 1712,  având codul AG-II-m-A-13547.09

## Istoric
Proveniența numelui Mănăstirii Negru Vodă este legată de o legendă, potrivit căreia Negru Vodă Voievod, întâiul descălecător al Țării Românești a întemeiat în regiunea dintre Dunăre și Carpați Țara Românească, construind aici biserici, mănăstiri, curți domnești și orașe. Acest lucru reiese din pisania așezată de Matei Basarab pe biserica mănăstirii: „s-a zidit și s-a săvârșit această biserică de prea milostivul creștin, Radu Negru Voievod, care a fost din începutul descălitorul Țării Românești, când a fost în cursul anilor de la Adam 6723 (=1215)”.
De asemenea și tradiția consemnează același lucru, apreciind că biserica a fost ctitorită, pentru prima dată în anul 1215 de către Radu Negru Vodă, de unde i se trage și numele.
În prima ei formă a fost biserică de mir, ctitorită la începutul secolului al XIV-lea și a durat 300 de ani.  În 1628, biserica s-a surpat din cauza unui cutremur, fiind apoi refăcută, după 7 ani, sub domnia lui Matei Basarab, iar  cea de-a treia restaurare îi aparține egumenului Filaret Beldiman. La  îndemnul lui Grigore al IV-lea Ghica, sprijinit de Iosif, întâiul episcop al Argeșului și sub îndrumarea arhitectului Franz Wallet, edificiul s-a finalizat în 1831, noua biserică târnosindu-se la 30 octombrie 1832.
În perioada anilor 1955-1957 s-a refăcut pictura în frescă de natura neobizantină, cu sprijinul unor călugări de la Plumbuita, conduși de arhimandritul Sofian Boghiu. De remarcat este faptul că vechea pictură realizată de către zugravul Gherman în anul 1831, păstrează în pronaos fragmente din picturile murale, înfățișând chipurile ctitorilor: Negru Vodă, Nicolae Alexandru Basarab, Matei Basarab și al soției sale Doamna Elena, al arhimandritului Filaret Beldiman și al vornicului Pană Costescu.
Biserica găzduiește cea mai veche lespede funerară a unui domnitor român conservată până în prezent. Ea îi aparține lui Nicolae Alexandru Basarab, decedat la 16 noiembrie 1364 și reprezintă cel mai vechi document epigrafic din acele timpuri. Pe mormântul său, poate fi citit  următorul text scris în limba slavonă: „ În luna Noemvrie 16 zile, a răposat marele și singurul stăpânitor, DOMN IO NICOLAE ALEX. VOIEVOD, fiul marelui Basarab, în anul 6873 (=1364)”.
Matei Basarab, al doilea ctitor al mănăstirii reface din temelii lăcașul, distrus în urma devastatorului cutremur din anul 1628, transformând  biserica de mir, în mănăstire de călugări, după cum este precizat în hrisovul din 10 aprilie 1647: „ Însă nu am lăsat pre tocmeală ce au fost întiu, adică să fie biserică de mir, ci o am făcut locaș călugăresc”. Edificiul Curții Domnești din incinta mănăstirii i se datoreaza tot lui Matei Basarab, acesta înfăptuindu-se în anul 1650.
În 1643, lângă mănăstire, Matei Vodă a  întemeiat o tipografie  având ca maeștrii iscusiți ai tiparului pe Timotei Alexandrovici și pe Ioan Glebcovici. Aici au ieșit de sub teascurile tipografiei patru mari volume: trei slavonești și unul românesc. Cele slavonești sunt cărți de ritual folosite la slujbe, iar cel românesc urmărește sădirea sentimentelor moral-creștine în sufletele credincioșilor.
Astfel, prima carte ieșită de sub tipar a fost Molitvenicul slavonesc , un exemplar din această carte păstrându-se la Academia Română, iar altul printre cărțile vechi ale mănăstirii. După o întrerupere de 7 ani, în septembrie 1642, apare cea de-a doua carte de Învățături preste toate zilele, tradusă în limba română de egumenul Melhisedec. În anul următor, la 11 octombrie apare, prin bunăvoința aceluiași egumen,apare cea de a treia carte numită Antologhionul slavonesc. A patra carte tipărită la Câmpulung în 1650 este Psaltirea slavonească, tipărită într-un număr foarte mare de ediții și exemplare, nelipsită din biserici, din chiliile călugărilor, cât și din casele credincioșilor evlavioși.
În 1650, în urma unui trăsnet, au fost distruse, atât tipografia, cât și târgul Câmpulungului. Acest edificiu a fost reclădit de Matei Basarab și a durat  până în anul 1819, când datorită multor ploi, o parte din bolta mare a fost distrusă, ceea ce a dus la închiderea lăcașului. În anul 1746, Mitropolitul Neofit, în urma unei vizite făcută la mănăstire, reproduce prin cele două pisanii, faptul că în biserică erau zugrăviți Negru Voievod, fiul acestuia Dan Voievod, Nicolae Alexandru Voievod, Matei Basarab Voievod și Doamna lui, Ilina.
Biserica Mare a mănăstirii, cu hramul  Adormirea Maicii Domnului  a fost complet refăcută în urma cutremurului din 1628. 
Biserica mică (a bolniței), cu hramul  Nașterea Sf. Ioan Botezătorul, a fost rezidită în anul 1718, în locul celei din lemn. Deasupra intrării se află o inscripție de piatră în care sunt consemnate toate aceste date: „ încă mai dinainte fiind biserică de lemn și viind vreme de au putrezit și rămâind sfânta rugă de a nu să putea face ca să se pomenească ctitorii și răposații părinți...". Pictura în ulei îi aparține renumitului Gheorghe Tattarescu, cu iconografia obișnuită specifică boltei și peretelui de la altar, iar în partea superioară a naosului este reprezentată Nașterea și Învierea Domnului.
Pe peretele vestic se află o pisanie amplă situată deasupra ușii: „a fost zidit dintr-un început de Radu Negru la 1215, de Basarab cel Mare, fiul lui Negru Vodă și terminată de Nicolae Alexandru Basarab, înmormântați aici.”
În urma cutremurului din 1802, biserica a fost grav avariată, dăinuind în această stare până în 1826, când din inițiativa domnitorului Grigore Dimitrie Ghica a fost integral refăcută în forma ei actuală.
După secularizarea din 1864, mănăstirea  și-a pierdut toată averea, rămânând curtea exterioară. Astfel, a fost transformată în biserică de mir, având ca slujitori, preoți mireni. Slujbele religioase făcute până acum în mănăstire, s-au transferat în catedrala orașului, unde au luat parte și autoritățile.
În 1920 s-a început construirea clădirii Orfelinatului, pe vechile ruine ale chiliilor, inaugurarea lui având loc la 1 septembrie 1922, sub denumirea: Seminarul Orfanilor de Război „Patriarhul Miron”. Prima serie de absolvenți a avut loc în 1930, urmând apoi altele, dar în anul 1934 , acesta s-a desființat.
La data de 8 mai 1934, în urma unui incendiu, a ars o parte din seminar, stăreția cu muzeul, cupola mare și turnul clopotniței, fiind refăcute cu sprijinul regelui Carol al II-lea.
În 1927, preotul Gheorghe Stoian construiește Ateneul Popular, a cărui inaugurare are loc în 1928. Tot în acest an, patriarhul Miron transformă din nou acest lăcaș de cult în mănăstire, fiind împroprietărit cu 250 de ha pădure în muntele Berevoiescu Mic.
În anul 1959 mănăstirea a fost desființată și transformată în biserică de parohie. Ea rămâne astfel până în 1989, când Preasfințitul Calinic, episcop al Argeșului și Muscelului, reînființează mănăstirea, cu fosta ei viață de obște.